# Eupithecia antaggregata
Eupithecia antaggregata är en fjärilsart som beskrevs av Inoue 1977. Eupithecia antaggregata ingår i släktet Eupithecia och familjen mätare. Inga underarter finns listade i Catalogue of Life.